# You Told Me
You Told Me è un singolo del cantautore italiano Tananai (accreditato come Not for Us), pubblicato il 5 maggio 2017 come terzo estratto dal primo album in studio To Discover and Forget.

## Descrizione
Il brano è scritto, composto e prodotto dallo stesso cantautore.

## Tracce
Testi e musiche di Alberto Cotta Ramusino.
1. You Told Me – 2:16